# アートリア
Arturia（アートリア）は、1999年にフランスのグルノーブルで設立した電子機器メーカーである。ソフトウェア・インストゥルメント、ドラムマシン、アナログシンセサイザー、デジタルシンセサイザー、MIDIコントローラー、ミュージックシーケンサー、モバイルアプリケーション等を含む電子楽器、及びオーディオインターフェースの設計・製造を事業としている。

## 歴史

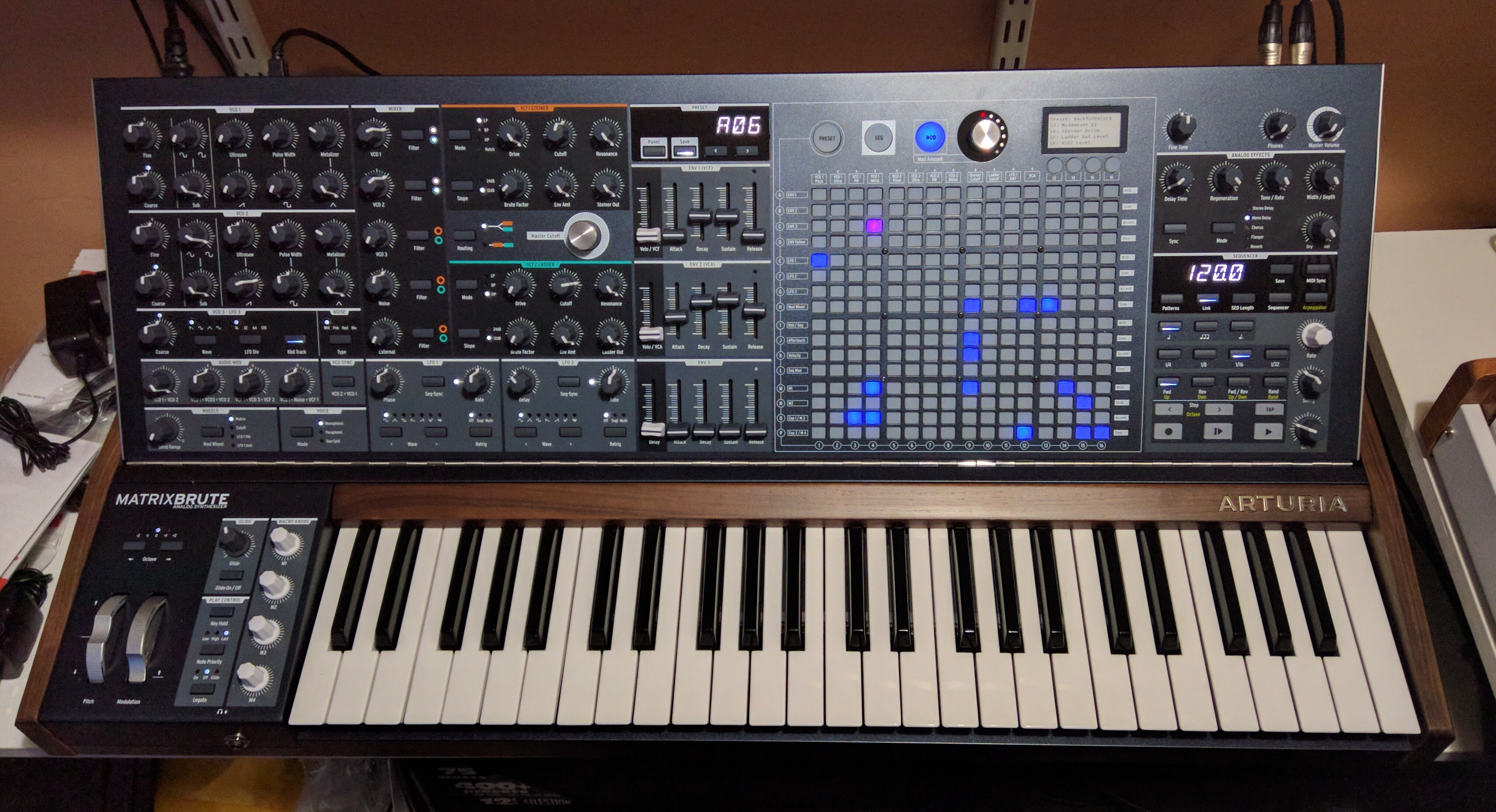
Arturia MatrixBrute (2016年)

アートリアは、1999年にグルノーブルでINPGのエンジニアだったFrédéric BrunとGilles Pommereuilによって、低価格のソフトウェア・シンセサイザーを開発することを目的として設立された。最初の製品は「Storm」という、バーチャル・インストゥルメントによるワークステーションだった。アナログ・シンセサイザーの名機のエミュレーションにより市場での認知度を高めていった。デジタルの欠点を最小限に抑えつつ音作りができるよう、BrunとPommereuilはそうした問題を解消する新たなソフトウェア・アルゴリズムを開発した。
2003年、2人が開発したアルゴリズムを応用し、ロバート・モーグと共同でソフトシンセ「Modular V」を開発した。「Modulart V」はアートリアのTrue Analog Emulation（TAE）技術を採用し、Moog 3CやMoog 55のオシレーターやフィルターなどのモジュールの忠実な再現を企図したものである。これに続き、ARP 2600、Roland Jupiter-8、Minimoog、Sequential Circuits Prophet-5などシンセサイザーの名機のソフトウェア・エミュレーションを開発した。以来、ソフトウェア・シンセサイザーやエフェクトをそれぞれバンドルした「V Collection」、「FX Collection」を開発し、毎年アップデートしている。
2007年、ソフトシンセ数タイトルからの2,000音色を集めた「Analog Factory」を開発し、これを翌年「Analog Experience」として発売した[6]。ソフトウェアとMIDIキーボードを組み合わせたこのハイブリッド・システムは、シンセ音色の演奏とコントロールを主眼に開発されたものである。

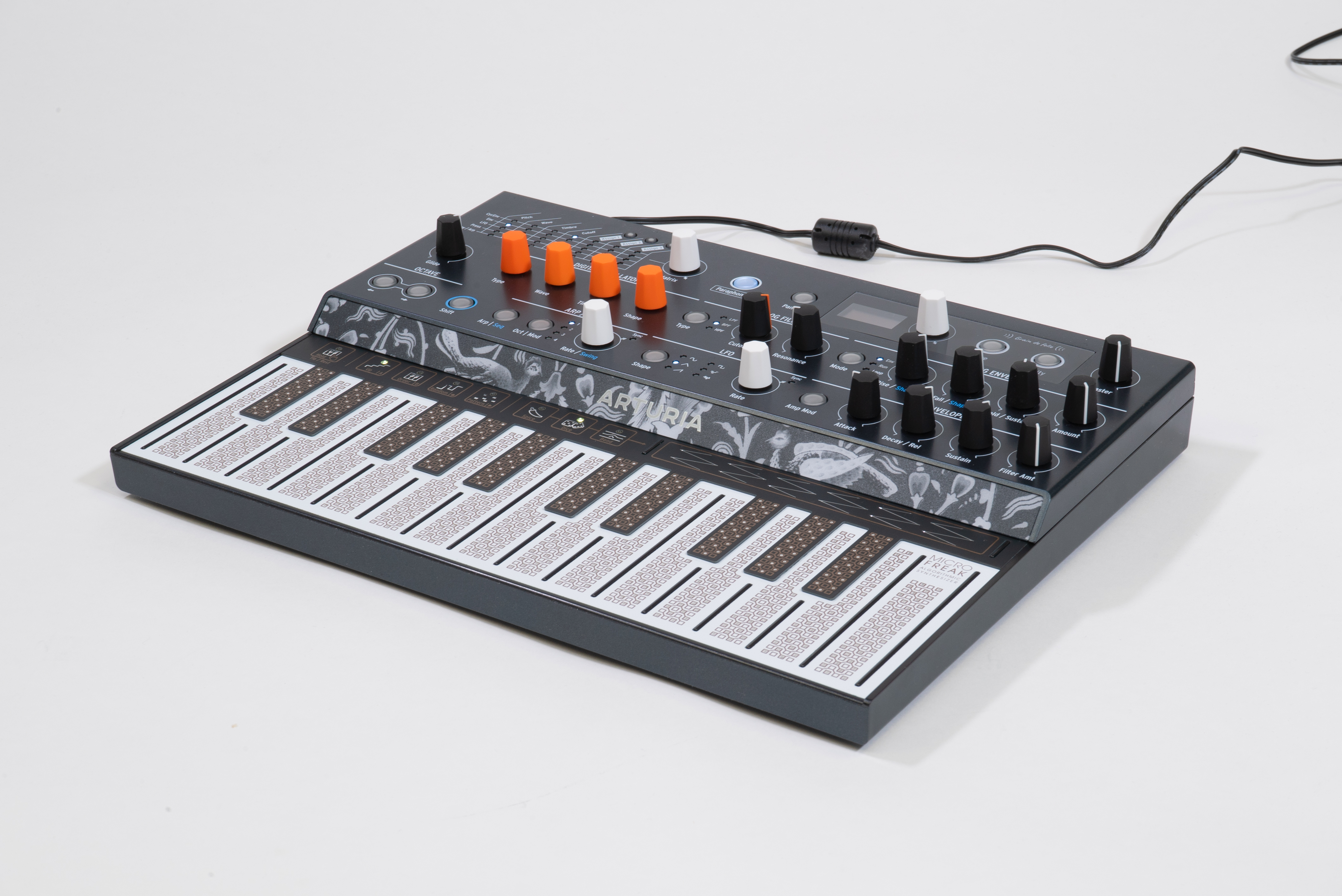
Arturia MicroFreak (2019年)

2009年、アートリアは「Origin」でハードウェア・シンセサイザー市場に参入し、2012年には1VCO（ボルテージ・コントロールド・オシレーター）、2LFO（ロー・フリケンシー・オシレーター）、マルチモードのSteiner-Parkerフィルターを搭載した「MiniBrute」を発表した。このシンセサイザーは2012年のNAMMショーで発表された[9]。「MiniBrute」は、生産開始前は販売に不安があったものの、低価格と表現力豊かなサウンドが評価され、好調な販売を示すこととなる。翌年、「MiniBrute」の低価格・コンパクト版であるミニ鍵盤を採用し、パッチバンクやシーケンサーを装備した「MicroBrute」を発表し、両機種とも高い評価を博した。
2015年、コンパクトな2インプットのオーディオインターフェースに豊富な接続端子を装備した「AudioFuse」を発表した。これを皮切りに、大型モデルの「AudioFuse Studio」、「AudioFuse 8Pre」や「AudioFuse」のアップデート版などのオーディオ・インターフェース製品を発売した。2021年、より低価格のオーディオ・インターフェース「MiniFuse」シリーズを発表。インプット数やカラー・バリエーションの違いで数種類の製品グループを構成している。
Bruteファミリーの一部として、シーケンサーを搭載したアナログ・ドラムマシン「DrumBrute」を2016年に発売した。17種類のドラム・エンジン（音源）を内蔵した「DrumBrute」はその独特の音色が大きな特徴である。その2年後にあたる2018年には、「DrumBrute」のコンパクト版と内蔵音源の見直しを図った「DrumBrute Impact」を発売した。
2018年1月には、ユーロラック・モジュラーと接続可能なパッチベイを装備したセミモジュラー・タイプのアナログシンセ「MiniBrute 2」を発表した。同時に、一般的な鍵盤の代わりにパッドとリアルタイム・レコーディングが可能なシーケンサーを搭載した強化版の「MiniBrute 2S」を発表した。
2019年、デジタル・オシレーターとアナログ・フィルター、静電容量式タッチ・キーボードを搭載したユニークなルックスのシンセサイザー「MicroFreak」を発売した。デジタル・オシレーターにはMutable Instruments社が開発した物理モデル音源や、Noise Engineering社が開発した周波数変調音源など、複数のアルゴリズムを内蔵している。2022年には「MicroFreak」をポリフォニック化し、ミニ鍵盤を搭載した機能強化版の「MiniFreak」を発売した。
2020年、6ボイスのポリフォニック・アナログシンセサイザーのフラッグシップ機である「PolyBrute」を発売。対をなすモノフォニック機「MatrixBrute」を彷彿とさせるパネルレイアウトを採用し、Bruteシリーズのアナログ・シンセサイザーと同様のアナログ・アーキテクチャを搭載している。これに加え、キーボードの上部分にタッチストリップ（リボンコントローラー）や、多軸式タッチパッドの「Morpheé」コントローラーを装備し、音色のコントロール性を高めている。
2016年には、MIDIコントロール・キーボードの入門機「KeyStep」を発売した。32鍵のキーボードを装備し、内蔵シーケンサーと多彩な接続端子が好評を博した。これを契機に2020年のNAMMで発表された「KeyStep Pro」や「BeatStep Pro」、「KeyStep 37」を擁するMIDIコントローラー製品群に成長した。

## 製品
同社の製品ラインにはソフトウェア・シンセサイザー、ソフトウェア・バンドル、ハードウェア・シンセサイザー、MIDIキーボード、ミュージックシーケンサー、モバイルアプリ、オーディオ機器、コントローラーがある。

### ソフトウェア・シンセ
2018年12月、初のオリジナル・ソフトウェア・シンセサイザー「Pigments」を発売。エンベロープやフィルター、LFOや波形のリアルタイムなビジュアル表示という点では、VSTプラグインの人気タイトルのSerumやVitalとの共通点もある。
シンセサイザー、オルガン、ピアノなどを再現したアートリアのソフトウェア・シンセサイザーは、単品での購入に加え、全タイトルをバンドルした「V Collection」としても購入が可能。また、これらのタイトルのプリセット音色を集め、限定的ながらも音色編集も可能な「Analog Lab」は、MIDIキーボード・コントローラーの「KeyLab MkII」、「KeyLab Essential」シリーズにバンドルされている。
2022年には「V Collection 9」をはじめ、新たなオリジナル・ラインナップとして「Augmented STRINGS」、「Augmented VOICES」を発売した。この2タイトルは、従来からよく知られたサウンドを新たなアプローチで音作りができるというバーチャル・インストゥルメントである。オリジナル・エフェクトとしては、「Rev INTENSITY」、「Delay ETERNITY」、「Bus FORCE」、「Efx FRAGMENTS」、「Dist COLDFIRE」があり、これらは「FX Collection」にも収録されている。

#### サブトラクティブ・シンセシス
- MS-20 V：Korg MS-20を再現
- ARP2600 V3：ARP 2600を再現
- CS-80 V4：Yamaha CS-80を再現
- Mini V3：Moog Minimoogを再現
- Modular V3：Moogモジュラーを再現
- SEM V2：Oberheim SEMを再現
- Jup-8 V4：Roland Jupiter 8を再現
- Matrix-12 V2：Oberheim Matrix 12を再現
- Synthi V：EMS VCS 3を再現
- Jun-6：Roland Juno-60を再現
- OP-Xa V：Oberheim OB-Xを再現
- Prophet V：Sequential Prophet-5を再現
- MS-20 V: Korg MS-20を再現
- ARP2600 V3: Arp2600を再現
- CS-80 V4: Yamaha CS80を再現
- Mini V3: Minimoogを再現
- Modular V3: Moog modular synthesizerを再現
- SEM V2: Oberheim SEMを再現
- Jup-8 V4: Roland Jupiter 8を再現
- Matrix-12 V2: Oberheim Matrix 12を再現
- Synthi V: EMS VCS 3を再現
- Jun-6 V: Roland Juno-60を再現
- OP-Xa V: Oberheim OB-Xを再現
- Prophet V: Prophet-5を再現

#### デジタル・シンセ
- DX7 V：Yamaha DX7を再現
- SQ80 V：多数の波形を内蔵したクロスウェーブ・シンセ
- CZ V：Casio CZ-101、CZ-1000を基にしたフェイズ・ディストーション・シンセ
- DX7 V: Yamaha DX7を再現
- SQ80 V
- CZ V: Casio CZ-101 and CZ-1000を再現

#### キーボード・エミュレーション
- VOX Continental V2：VOX Continental Organを再現
- Farfisa V：Farfisa Organを再現
- Wurli V2：Wurlitzerエレクトリック・ピアノを再現
- Solina V2：ARP String Ensembleを再現
- Stage-73 V2：Rhodesエレクトリック・ピアノを再現
- Clavinet V：Hohner Clavinetを再現
- B-3 V2：トーンホイール方式オルガンを再現
- Piano V3：物理モデルによりピアノ音色を再現
- VOX Continental V2
- Farfisa V
- Wurli V2
- Solina V2
- Stage-73 V2
- Clavinet V
- B-3 V2
- Piano V3

#### サンプラー
- Emulator II V：E-mu Emulator IIを再現
- Synclavier V：New England Digital Synclavierを再現
- CMI V：Fairlight CMIを再現
- Mellotron V：Mellotronを再現

#### その他のプラグイン
- Analog Lab V
- Pigments：ウェーブテーブル、バーチャル・アナログ、サンプル、ハーモニック・エンジンを搭載したオリジナルVSTi
- Buchla Easel V：Buchla Music Easelを再現
- Vocoder V：ボコーダーのエミュレーション
- Prophet-5 V：Sequential Circuits Prophet VSを基にしたベクター・シンセシス・プラグイン
- Pigments
- Buchla Easel V
- Vocoder V
- Prophet-5V
- KORG MS-20 V
- Augmented Strings
- Augmented Voices
- Augmented Grand Piano

### ソフトウェア・エフェクト

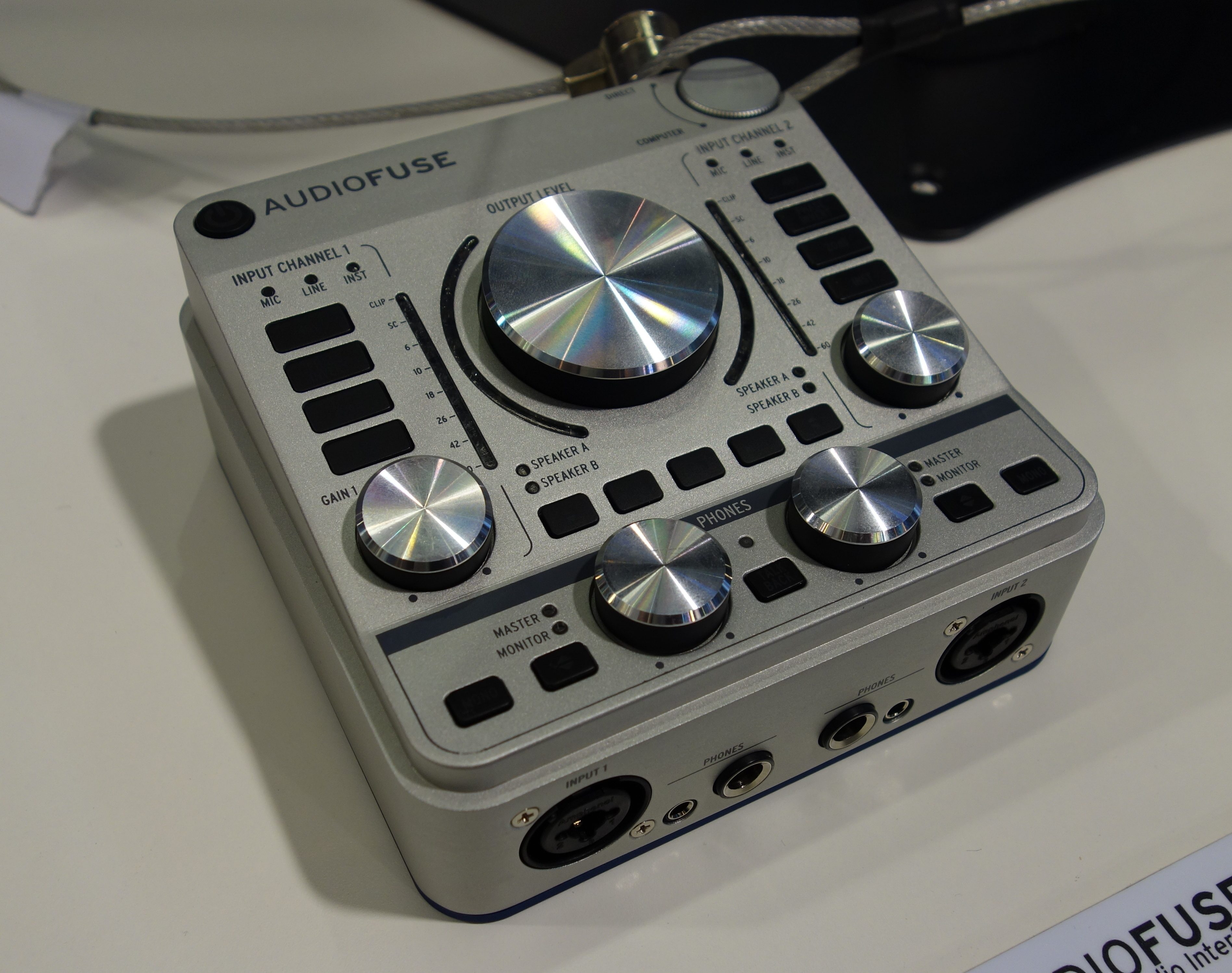
アートリア AudioFuse (2015) オーディオインターフェース

#### フィルター
- Mini-Filter：Moogラダー・フィルターのエミュレーションにシーケンスとモジュレーション機能を追加
- M12-Filter：CEM 3372をベースにしたOberheim Matrix-12フィルターのエミュレーションにシーケンスとモジュレーション機能を追加
- SEM-Filter：Oberheim SEMフィルターのエミュレーションにシーケンスとモジュレーション機能を追加
- EQ SITRAL-295：Simens Sitralイコライザーのエミュレーション
- Mini-Filter
- M12-Filter
- SEM-Filter
- EQ SITRAL-295

#### ダイナミクス
- Comp VCA-65：DBX 165AをエミュレートしたVCAスタイルのコンプレッサー
- Comp FET-76：Universal Audio 1176LNのエミュレーション
- Comp TUBE-STA：真空管方式コンプレッサーのエミュレーション
- Bus FORCE：イコライザー、コンプレッサー、ディストーションを組み合わせたアートリア独自のバスエフェクト
- Comp VCA-65
- Comp FET-76
- Comp TUBE-STA
- Bus force

#### タイムベース・エフェクト
- Chorus JUN-6：Roland JUNO-60に内蔵されていたコーラス回路のエミュレーション
- Chorus DIMENSION-D：Roland Dimension-Dのエミュレーション
- Phaser BI-TRON：Mu-tron Bi-Phaseを再現
- Flanger BL-20：Bel BF-20 Flangerを再現
- Chorus JUN-6
- Chorus DIMENSION-D
- Phaser BI-TRON
- Flanger BL-20

#### リバーブおよびディレイ
- Delay TAPE-201：Roland RE-201テープエコーのエミュレーション
- Delay MEMORY-BRIGADE：BBD方式のディレイElectro-Harmonix Deluxe Memory Manのエミュレーション
- Delay ETERNITY：アートリア独自のデジタル・ディレイ
- Rev PLATE-140：EMT 140プレート・リバーブのエミュレーション
- Rev INTENSITY：アートリア独自のデジタル・リバーブ
- Rev SPRING-636：Grampianリバーブ・ユニット・タイプ636スプリング・リバーブのエミュレーション
- Efx FRAGMENTS：アートリア独自のグラニュラー・エフェクト
- Delay TAPE-201
- Delay MEMORY-BRIGADE
- Delay ETERNITY
- Rev PLATE-140
- Rev INTENSITY
- Rev SPRING-636
- Efx Fragments

#### プリアンプ
- 1973-Pre：AMS Neveプリアンプ＋パラメトリック・イコライザーのペアを再現
- TridA-Pre：Trident Aシリーズ・コンソールのプリアンプをイコライザーを再現
- V76-Pre：Telefunkenイコライザーとプリアンプを再現
- Tape MELLO-FI：Mellotron Vからテープスタイルのプリアンプとサチュレーション・モジュールを抽出したもの
- 1973-Pre
- TridA-Pre
- V76-Pre
- Tape Mello-Fi

### オーディオ・インターフェース
- MiniFuseMinifuse 1
- MiniFuseMinifuse 2
- AudioFuse
- AudioFuse Studio
- AudioFuse 8PRE

### MIDIコントローラー

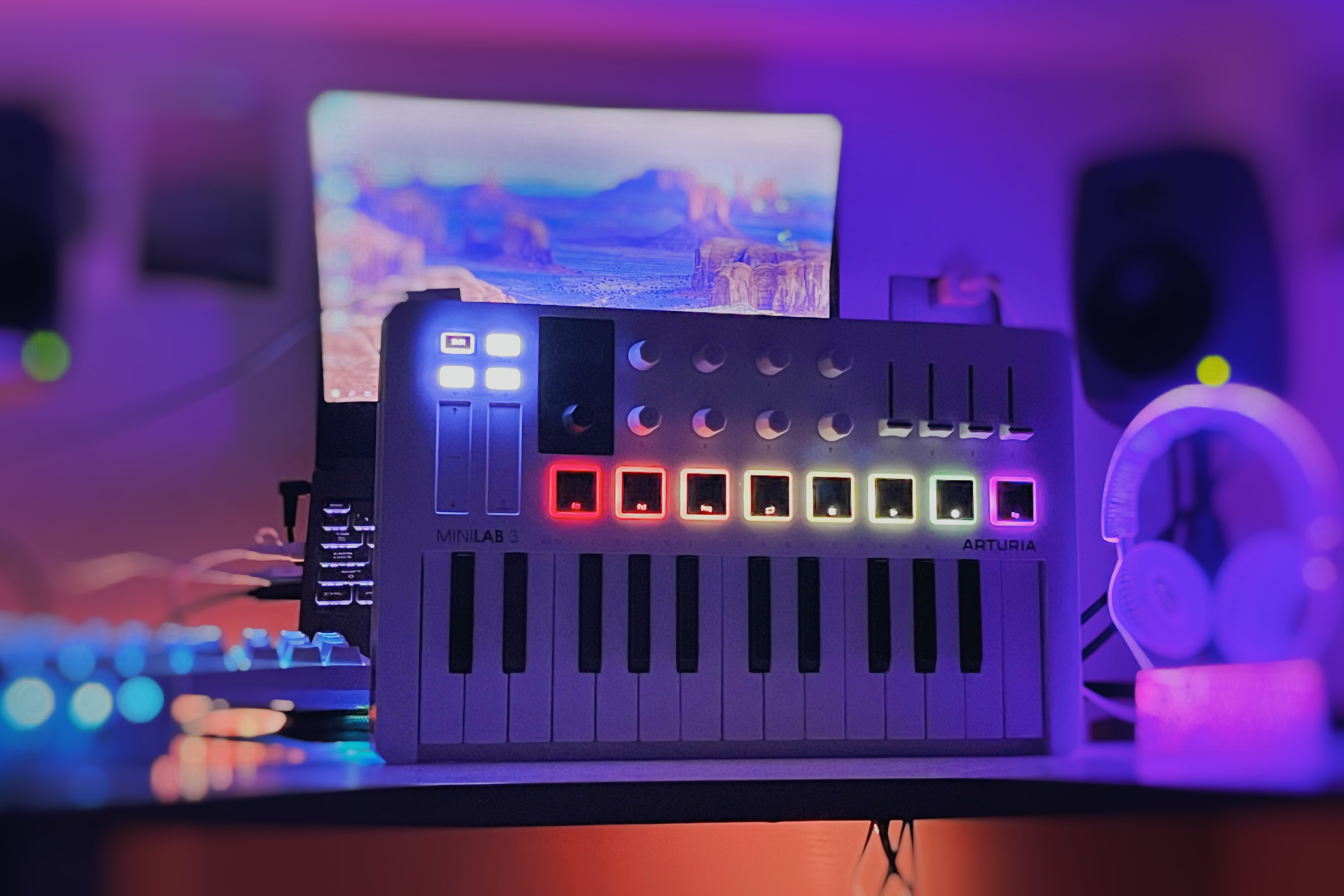

- KeyStep
- KeyStep 37
- KeyStep Pro
- BeatStep(生産完了)
- BeatStep Pro
- Arturia Minilab3.jpg

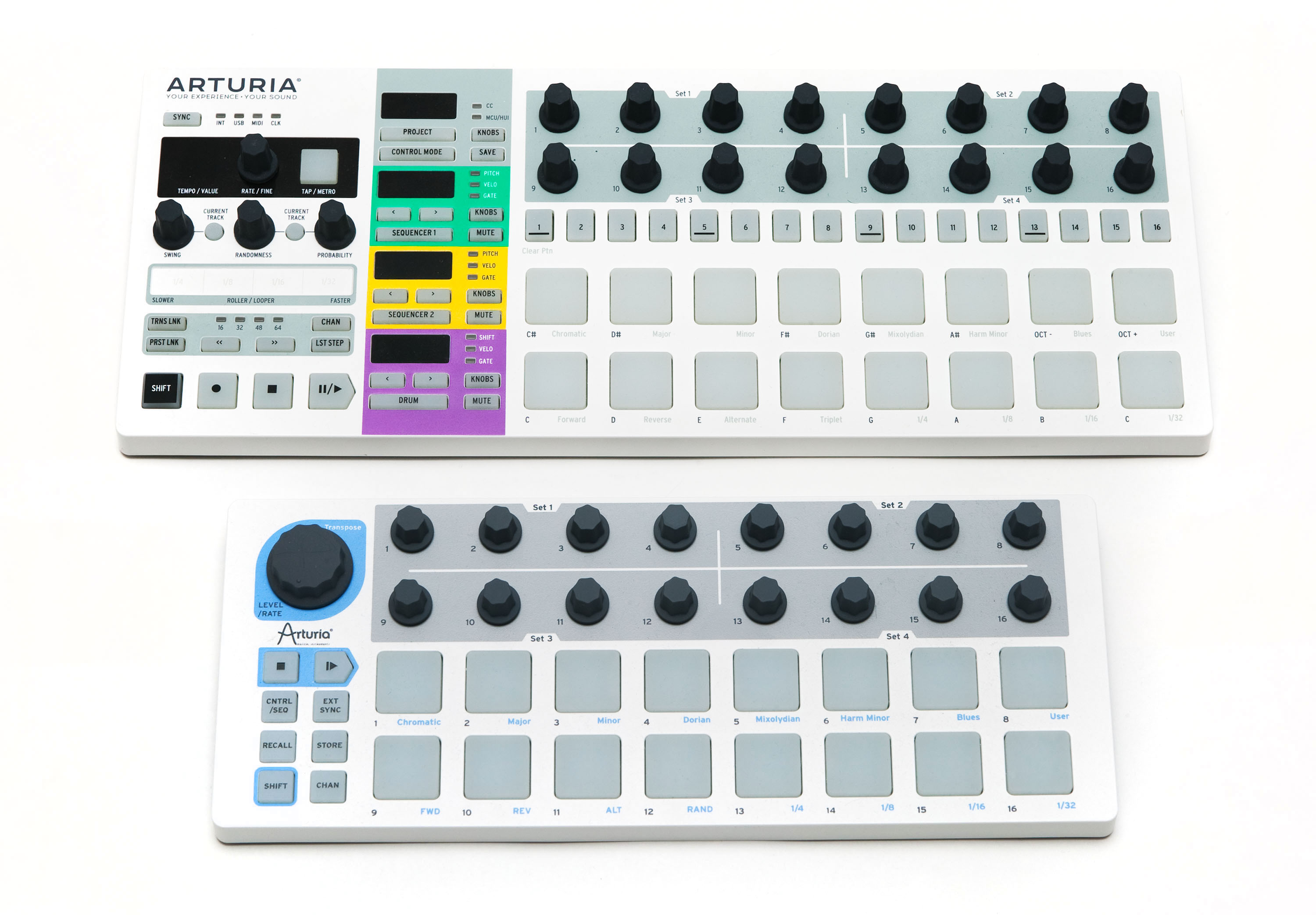
アートリア BeatStep Pro (2015) と BeatStep (2014) MIDIコントローラー

- MiniLab MK III
- MicroLab
- KeyLab Essential 49
- KeyLab Essential 61
- KeyLab Essential 88
- KeyLab 49 MK II
- KeyLab 61 MK II
- KeyLab 88 (生産完了)
- KeyLab 88 MK II

### ハードウェア・シンセサイザー

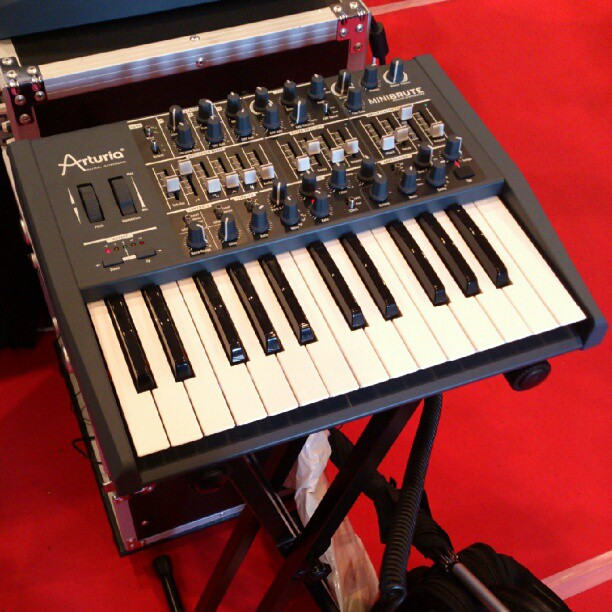
アートリア MiniBrute シンセサイザー(2012)

アートリアはソフトウェア・シンセで有名だが、人気の高いBruteシリーズをはじめとするハードウェア・シンセサイザーも製造している。

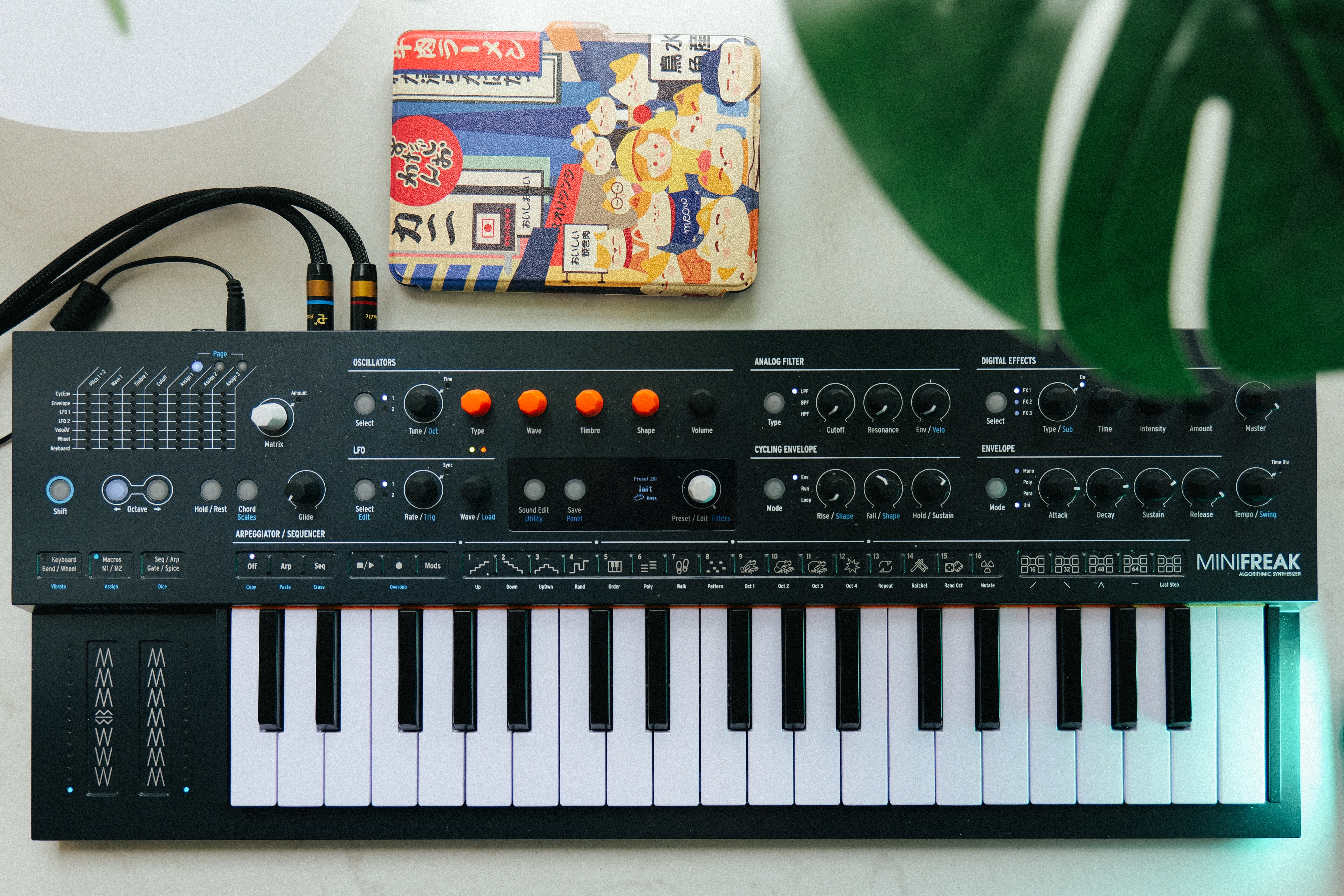
アートリア MiniFreak (2023)

- MicroFreak
- MicroBrute
- MiniFreak
- MiniBrute
- MiniBrute 2
- MiniBrute 2S
- アートリア MiniFreak (2023)MatrixBrute
- Origin
- PolyBrute

### ハードウェア・ドラムマシン
- DrumBrute
- DrumBrute Impact

### ハイブリッド・ドラムマシン（Windows/Mac OS/iOS＋コントローラー）
- Spark
- SparkLE

### iOSアプリ
- iMini
- iSem
- iProphet
- iSpark

## リンク
- ウィキメディア・コモンズには、アートリアに関するカテゴリがあります。
- 公式ウェブサイト
- Frederic Brun Interview NAMM Oral History Library (2021)